# Medalha Geográfica Cullum
A Medalha Geográfica Cullum (em inglês: Cullum Geographical Medal) é uma das mais antigas condecorações da American Geographical Society. Foi estabelecida no testamento de George Washington Cullum (1809–92), vice-presidente da sociedade. É atribuida “àquele que distinguiu-se por descobertas geográficas ou pelo avanço da ciência geográfica”. Foi concedida a primeira vez em 1896, a Robert Peary. A medalha de ouro foi concebida por Lydia Field Emmet.

## Laureados[1]
- 1896 Robert Peary
- 1897 Fridtjof Nansen
- 1899 John Murray
- 1901 Thomas Corwin Mendenhall
- 1902 Arthur Donaldson Smith
- 1903 Luís Amadeu de Saboia
- 1904 Georg von Neumayer, Sven Hedin
- 1906 Robert Bell, Robert Falcon Scott
- 1908 William Morris Davis
- 1909 Francisco Pascasio Moreno, Ernest Henry Shackleton
- 1910 Hermann Wagner
- 1911 Jean-Baptiste Charcot
- 1914 John Scott Keltie, Ellen Churchill Semple
- 1917 George Washington Goethals
- 1918 Frederick Haynes Newell
- 1919 Emmanuel de Margerie, Henry Fairfield Osborn
- 1921 Alberto I, Príncipe do Mónaco
- 1922 Edward A. Reeves
- 1924 Jovan Cvijić
- 1925 Lucien Gallois, Harvey C. Hayes, Pedro C. Sanchez
- 1929 Jean Brunhes, Alfred Hettner, Hugh Robert Mill, Jules de Schokalsky
- 1930 Curtis Fletcher Marbut
- 1931 Mark Jefferson
- 1932 Bertram Thomas
- 1935 Douglas Johnson
- 1938 Louise Boyd
- 1939 Emmanuel de Martonne
- 1940 Robert Cushman Murphy
- 1943 Arthur Robert Hinks
- 1948 Hugh Hammond Bennett
- 1950 Hans W:son Ahlmann
- 1952 Roberto Almagia
- 1954 British Everest Expedition
- 1956 J. Russell Smith
- 1958 Charles Warren Thornthwaite
- 1959 Albert Paddock Crary
- 1961 William Maurice Ewing
- 1962 Richard Joel Russell
- 1963 Rachel Carson
- 1964 John Leighly
- 1965 Kirtley Fletcher Mather
- 1967 Peter Haggett
- 1968 Luna Leopold
- 1969 Neil Armstrong, Buzz Aldrin, Michael Collins
- 1973 Bruce Charles Heezen
- 1975 René Dubos
- 1985 Chauncy Harris
- 1987 Kenneth Hare, Yi-Fu Tuan
- 1989 M. Gordon Wolman
- 1997 Melvin G. Marcus
- 1999 Jack Dangermond, David Lowenthal
- 2001 Wilbur Zelinsky
- 2009 Peter Smith, Matthew Henson[2]
- 2014 Lee Schwartz[3]